# Список правителей Штирии
Герцогство Штирия являлось одним из территориальных княжеств Священной Римской империи в 970—1806 гг. Возникнув в качестве Карантанской марки в составе герцогства Каринтии, Штирия в 1122 г. получила фактическую независимость, а в 1180 г. статус герцогства. В 1192 г. Штирия была включена в состав владений австрийских монархов и до 1918 г. являлась одной из наследственных коронных земель Габсбургов.

## Карантанская марка
| Правитель   | Династия         | Годы правления | Титулы                   |
| ----------- | ---------------- | -------------- | ------------------------ |
| Маркварт    | Эппенштейны      | 970—1000?      | -                        |
| Адальберо I | Эппенштейны      | 1000?—1035     | герцог Каринтии (с 1012) |
| Арнольд II  | Вельс-Ламбахская | 1035—1055      | -                        |
| Готфрид     | Вельс-Ламбахская | 1042—1050?     | граф Питтена             |

## Штирийская марка
| Правитель    | Династия   | Годы правления | Титулы                 |
| ------------ | ---------- | -------------- | ---------------------- |
| Отакар I     | Траунгауер | ок. 1056—1064  | -                      |
| Адальберо II | Траунгауер | 1064—1082      | -                      |
| Отакар II    | Траунгауер | 1082—1122      | -                      |
| Леопольд I   | Траунгауер | 1122—1129      | -                      |
| Отакар III   | Траунгауер | 1129—1164      | -                      |
| Отакар IV    | Траунгауер | 1164—1192      | герцог Штирии (с 1180) |

## Герцогство Штирия
| Правитель           | Династия      | Годы правления | Титулы |
| ------------------- | ------------- | -------------- | --- |
| Отакар IV           | Траунгауер    | 1180—1192      | герцог Штирии (с 1180) |
| Леопольд V          | Бабенберги    | 1192—1194      | герцог Австрии (с 1174) |
| Леопольд VI         | Бабенберги    | 1194—1230      | герцог Австрии (с 1198) |
| Фридрих II          | Бабенберги    | 1230—1246      | герцог Австрии (с 1230) и Крайны (с 1245) |
| Герман              | Церингены     | 1248—1250      | герцог Австрии (с 1248), маркграф Бадена (с 1243) |
| Фридрих III         | Церингены     | 1250—1251      | герцог Австрии (1250-1251), маркграф Бадена (1250-1268) |
| Пржемысл Отакар II  | Пржемысловичи | 1261—1276      | герцог Австрии (с 1251), король Чехии (c 1253), герцог Каринтии и Крайны (c 1269) |
| Династия Габсбургов |               |                | |
| Альбрехт I          | Габсбурги     | 1282—1308      | герцог Австрии |
| Фридрих I           | Габсбурги     | 1308—1330      | герцог Австрии |
| Леопольд I          | Габсбурги     | 1308—1326      | герцог Австрии |
| Альбрехт II         | Габсбурги     | 1330—1358      | герцог Австрии и Каринтии (c 1335) |
| Оттон               | Габсбурги     | 1330—1339      | герцог Австрии и Каринтии (c 1335) |
| Рудольф IV          | Габсбурги     | 1358—1365      | герцог Австрии и Каринтии, граф Тироля (c 1363) |
| Альбрехт III        | Габсбурги     | 1365—1379      | герцог Австрии (1365-1395), герцог Каринтии и Крайны, граф Тироля (1365-1379) |
| Леопольд III        | Габсбурги     | 1365—1386      | герцог Австрии (1365-1379), герцог Каринтии и Крайны, граф Тироля |
| Вильгельм           | Габсбурги     | 1386—1406      | герцог Каринтии и Крайны |
| Эрнст               | Габсбурги     | 1406—1424      | герцог Каринтии и Крайны |
| Фридрих V           | Габсбурги     | 1424—1493      | император Священной Римской империи (с 1452), король Германии (с 1440), герцог Каринтии и Крайны (с 1424), герцог Австрии (с 1457)                                                                                              |
| Максимилиан I       | Габсбурги     | 1493—1519      | император Священной Римской империи, король Германии, эрцгерцог Австрии, герцог Каринтии и Крайны (с 1493 г.), герцог Передней Австрии и граф Тироля (с 1490), граф Бургундии и Артуа (1477—1482), герцог Гельдерна (1482—1492) |
| Карл I              | Габсбурги     | 1519—1521      | император Священной Римской империи, король Германии (1519-1556), эрцгерцог Австрии, герцог Каринтии и Крайны, граф Тироля (1519—1521), король Испании (1516—1556), Неаполя и Сицилии (1516—1554), герцог Бургундии (1506—1555) |
| Фердинанд I         | Габсбурги     | 1521—1564      | император Священной Римской империи, король Германии (1556—1564), король Чехии и Венгрии (c 1525), эрцгерцог Австрии, герцог Каринтии и Крайны, граф Тироля                                                                     |
| Карл II             | Габсбурги     | 1564—1590      | герцог Каринтии и Крайны |
| Фердинанд II        | Габсбурги     | 1590—1637      | император Священной Римской империи, король Германии и Венгрии, эрцгерцог Австрии (с 1619), король Чехии (с 1620), герцог Каринтии и Крайны                                                                                     |

В 1619 г. Штирия была объединена с остальными территориями Габсбургов. О дальнейших правителях Штирии см. Список правителей Австрии.